# Thomas Garrett junior

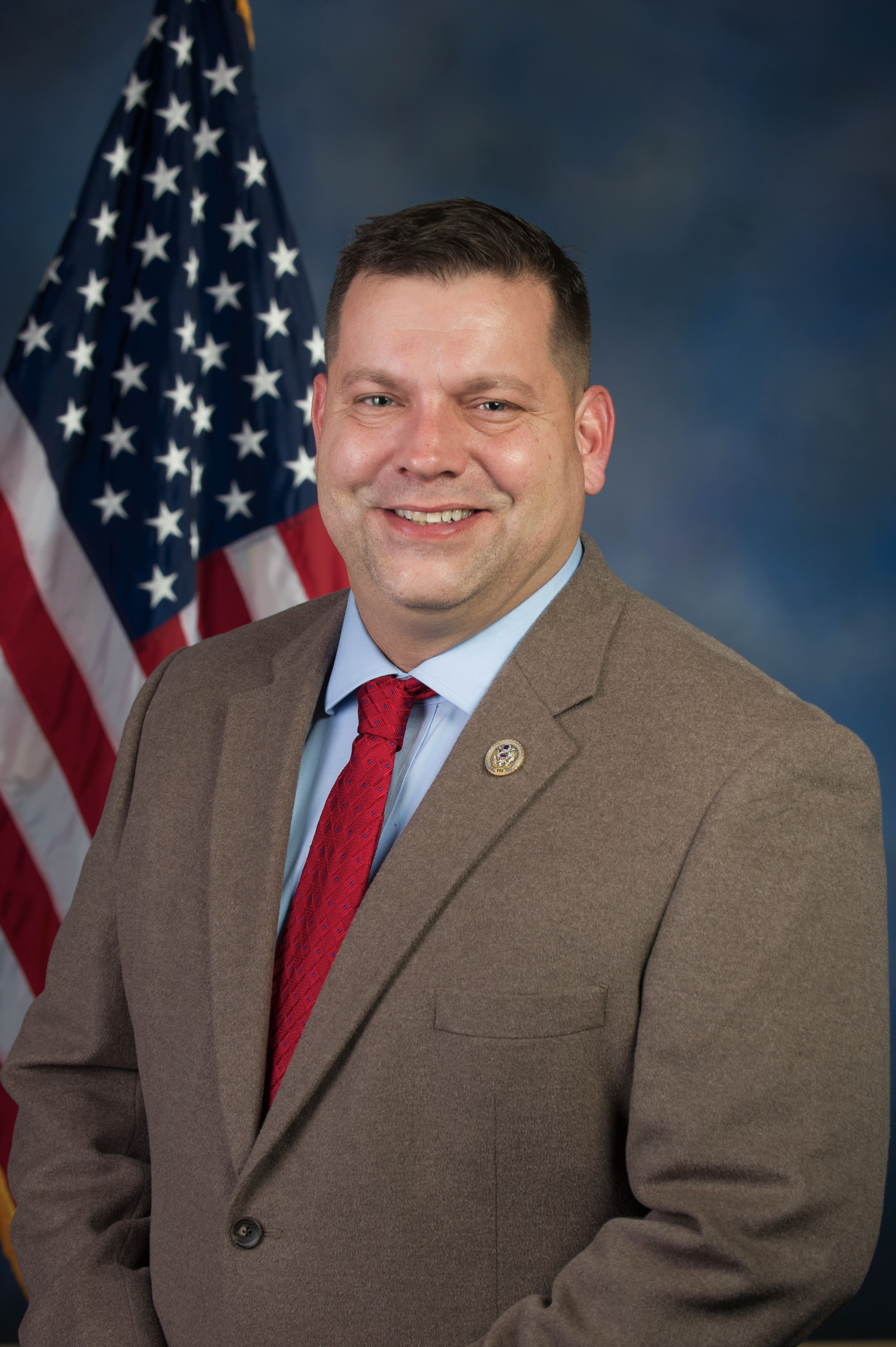
Thomas Garrett junior (2017)

Thomas A. Garrett (* 27. März 1972 in Atlanta, Georgia) ist ein amerikanischer Politiker der Republikanischen Partei. Von 2017 bis 2019 vertrat er das Zentrum des Bundesstaats Virginia im US-Repräsentantenhaus.

## Familie, Ausbildung und Beruf
Thomas Garrett absolvierte die Louisa County High School in Virginia. Ab 1990 studierte er an der University of Richmond und schloss dort 1994 mit dem Bachelorgrad in Geschichte und Erziehungswissenschaft ab. Zwischen 1995 und 2000 diente er in der United States Army, in der er bis zum Rang eines Hauptmanns aufstieg. Er war unter anderem in Bosnien eingesetzt. Für seine militärischen Leistungen erhielt er unter anderem die Army Achievement Medal. Er kehrte im Jahr 2000 an die University of Richmond zurück und studierte an deren Law School Jura, was er 2002 mit dem Juris Doctor abschloss. 2002 wurde er assistant attorney general (stellvertretender Staatsanwalt) in Virginia. Im Jahr 2008 wurde er Staatsanwalt im Louisa County. Anschließend arbeitete er als Finanzverwalter für Spidersfans Incorporated.
Garrett hat zwei Kinder.

## Politik
2004/05 war Garrett politischer Direktor der Wahlkampagne Bob McDonnells. Zwischen 2012 und 2016 gehörte Garrett für den 22. Wahlbezirk dem Senat von Virginia an. Bei der Wahl 2016 wurde Garrett im fünften Kongresswahlbezirk Virginias gegen die Demokratin Jane Dittmar in das US-Repräsentantenhaus in Washington, D.C. gewählt, wo er am 3. Januar 2017 die Nachfolge von Robert Hurt antrat, der 2016 nicht mehr kandidierte. Garrett schloss sich dem rechtskonservativen Freedom Caucus an, nachdem er das im Wahlkampf noch ausgeschlossen hatte, und sorgte durch ein Foto vom März 2017 für Kritik, das ihn bei einem Treffen mit dem Organisator der rechtsextremen Demonstrationen in Charlottesville 2017 zeigte. Ein Jahr nach den Ausschreitungen, die ein Todesopfer gebracht hatten, erklärte Garrett, er habe aus Sicherheitskreisen erfahren, dass dabei eine russische Einflussnahme stattgefunden habe.
Im Mai 2018 wurden nach dem Rücktritt seines Stabschefs Vorwürfe von Mitarbeitern laut, er habe diese wie persönliches Dienstpersonal behandelt. Garrett gab daraufhin nach öffentlichem Zögern Ende Mai 2018 bekannt, er sei ein Alkoholiker und werde bei der Wahl zum Repräsentantenhaus 2018 nicht wieder antreten. Gegen ihn wurden im Juli 2018 zwei Kongress-Untersuchungen eingeleitet.
Bei der Wahl im November 2018 setzte sich der Republikaner Denver Riggleman mit 52 Prozent der Stimmen gegen die Demokratin Leslie Cockburn durch. Garrett schied am 3. Januar 2019 aus dem Kongress aus.